# Vincenzo Emanuele Sergio
Vincenzo Emanuele Sergio (Palermo, 1740 – Palermo, 1810) è stato un economista italiano.
Fu lui a introdurre nel Regno di Sicilia lo studio dell'economia politica. Fu il più importante economista isolano dell'epoca.
In aperta polemica con le tesi riformistiche del viceré Domenico Caracciolo, Sergio appoggiò gli interessi dei baroni siciliani e il modello tradizionale della piccola coltura, ritenuto fondamento della società isolana dell'epoca.

## Biografia
In origine fabbricante di sete, presto ottenne di accedere ad alcuni incarichi amministrativi del Regno di Sicilia, inizialmente modesti: fu "scrivano" dal 1755 e poi, dal 1757, "ufficiale maggiore soprannumerario" del tribunale del Real Patrimonio. Nel 1756 fu nominato "commissionato del regio Mastro Notaro collettore" del Magistrato supremo di commercio. Fu in questi anni che Sergio si avvicinò al mondo delle accademie palermitane.
Nel 1762, Sergio presentò all'Accademia del Buon Gusto una memoria "sul commercio antico e moderno della Sicilia". Tra il 1764 e il 1767 curò le Novelle Miscellanee di Sicilia (1764-1767), nelle quali pubblicò due memorie del marchese Domenico Caracciolo (futuro viceré di Sicilia e allora ambasciatore del Regno di Napoli a Londra) sulla "introduzione delle ruote piccole da tirar le nostre sete", accompagnandole con una Memoria apologetica sopra il modo di tirar le sete dai bozzoli del filugello con piccole ruote.
Nel 1766 consegnò un Piano del codice diplomatico del commercio di Sicilia al viceré di Sicilia Giovanni Fogliani, che lo trasmise con entusiasmo al tribunale del Real Patrimonio. Nel Piano (testo che risente dell'influenza di Antonio Genovesi), Sergio manifestava l'intenzione di "compilare in un corpo tutti quei diplomi, la maggior parte inedita e facile alla dispersione, che riguardano il commercio della Sicilia: cioè tutte quelle lettere, ordinanze, statuti ed atti [...] per aumentare la popolazione, per invigorire l'agricoltura, la pastorale, la pesca, la caccia e la mineralogia; per incoraggiare e perfezionare le arti melioratrici e per regolare la navigazione, l'esterno commercio, i cambi".
Nel 1769, Giovanni Agostino De Cosmi si interessò a che a Sergio venisse affidata una cattedra di economia, agricoltura e commercio all'Università di Catania, ma senza esito. Su stimolo del viceré Fogliani fu però chiamato lo stesso anno a soprintendere al popolamento dell'isola di Ustica, incarico che tenne fino all'anno successivo.
Sempre nel 1770 presentò all'Accademia dei Pastori Ereini una memoria Sopra i difetti dell'educazione in rapporto all'economia politica e commercio e, ancora, all'Accademia del Buon Gusto una memoria Sulla pulizia delle pubbliche strade. L'anno successivo, ancora ai Pastori Ereini, presentò una Dissertazione sopra la pubblica fede e, nel settembre del 1773, all'Accademia del Buon Gusto un Saggio politico sopra le vere cause della decadenza delle manifatture nazionali.
Con questi interventi, Sergio partecipò a quel clima di rinnovata attenzione verso le condizioni economiche degli Stati feudali dell'isola e la crisi agricola che aveva coinvolto il Mediterraneo e lo stesso Regno di Sicilia, testimoniata dalla costituzione dell'Accademia degli Agricoltori Oretei del 1751. Importanti tracce di questo interesse sono peraltro le Mémoires sur le Royaume de Sicile del conte Karl von Zinzendorf, apparse sulle Ephemerides du citoyen del 1767, e il Giornale di viaggio e quesiti sull'economia siciliana, del lucchese Giovanni Attilio Arnolfini (1768).
Nel 1772, Sergio fu nominato socio corrispondente dell'Accademia dei Georgofili di Firenze. L'anno successivo un suo Discorso sul cattivo pane di Palermo accompagnò una nuova edizione della Memoria per servir ad un piano di ricerche fisiche ed economiche dirette al miglioramento del panificio nella Lombardia austriaca, di Michele Rosa. La rivolta di Palermo del 1773 gli fece perdere l'appoggio di Fogliani, che fu allontanato, ma Sergio ottenne presto la carica di "governatore" a Resuttano; nel 1778, fu poi chiamato dal principe di Santa Flavia perché ricoprisse la carica di "castellano" della baronia di Solanto. Nel 1779, pubblicò un Piano disposto per ordine dell'eccellentissimo Senato di Palermo intorno alle leggi, e regolamenti di una nuova casa di educazione per la gente bassa e ottenne alla nuova Accademia degli studi di Palermo la cattedra di "economia civile, commercio e agricoltura" o, come la chiamava egli stesso, di "economia politica": si trattava della prima cattedra di economia istituita in Sicilia e la quarta in Europa.
Nelle lezioni di Sergio, l'economia politica è una scienza della "ricchezza nazionale", ma si concentra sullo studio della popolazione, con l'intento di isolare "cause spopolatrici" e "popolatrici", con un chiaro riferimento a Genovesi. A differenza di quest'ultimo, però, Sergio dava poca o nulla importanza all'analisi della società isolana e valutava positivamente il feudalesimo siciliano cinquecentesco e seicentesco.
Nel 1781, quando prese avvio il quinquennio di Domenico Caracciolo nella carica di viceré, Sergio dovette rinunciare alla nomina a "maestro razionale del Tribunale del Real Patrimonio". Nel 1783 pubblicò una Memoria per la reedificazione della città di Messina. Nel 1786, dalla sua cattedra fu tratta una cattedra di agricoltura, affidata a Paolo Balsamo, distante dai presupposti teorici di Sergio in materia economica. Nel 1787, Sergio fece stampare a Palermo il Saggio politico sopra il commercio di Jean-François Melon, il Saggio nel quale si esamina qual debba esser la Legislazione per incoraggire l'Agricoltura, e per favorire in rapporto a questa, la Popolazione, le Manifatture ed il Commercio dell'agronomo svizzero Jean Bertrand e il Saggio di economia civile di Ignazio Donaudi, conte delle Mallere. Nel 1798, Sergio si oppose alla proposta di un catasto immobiliare con una Memoria o sia piano di fortificazioni litorali e di forza marittima diretto alla conservazione e sicurezza esterna del Regno.
Risulta che nel 1800, su 886 studenti, solo in 9 seguissero il corso di economia di Sergio. Addirittura, nel 1804 la Deputazione propose di sopprimere la cattedra per "l'inettitudine del proprio professore don Vincenzo Sergio, il quale essendo in età avanzata è diventato poco attivo ed inabile a dare le sue lezioni, in modo che il pubblico da lui non ne riceve alcun servigio. La Deputazione non ha lasciato più volte di avvertirlo, ma inutilmente, giacché o perché poco accetto o perché insufficiente manca la sua cattedra assolutamente di auditori". Alla fine dell'anno, la cattedra di Sergio fu assorbita da quella di Balsamo. Sergio morì a Palermo nel 1810.